# Кострійчук Сергій Володимирович
Сергій Володимирович Кострійчук (нар. 7 червня 1985) — український юрист і політик. Народний депутат України 9-го скликання.

## Життєпис
Закінчив Національний університет державної податкової служби України (економічний факультет) та Національний авіаційний університет (юридичний факультет).
Працював юристом у Міністерстві аграрної політики, ДП «Украгролізинг» та інших комерційних структурах. Є засновником та головою ГО «Слуги народу».
Кандидат у народні депутати від партії «Слуга народу» на парламентських виборах 2019 року, № 140 у списку. На час виборів: тимчасово не працює, безпартійний. Проживає в смт Теплик Теплицького району Вінницької області. Юрій Бутусов назвав Кострійчука «людиною, яку вніс до списку Ілля Павлюк», який нібито курує депутатів фракції, які обслуговують інтереси Ріната Ахметова.
Був помічником на громадських засадах народного депутата Олександра Корнієнка.
З лютого 2020 року — член Вищої ради партії, з 2021 року — голова Контрольно-ревізійної комісії.
Член Комітету з питань Регламенту, депутатської етики та організації роботи Верховної Ради України.